# Kecamatan Sawahan (distrikt i Indonesien, lat -7,57, long 111,52)
Kecamatan Sawahan är ett distrikt i Indonesien.   Det ligger i provinsen Jawa Timur, i den västra delen av landet, 500 km öster om huvudstaden Jakarta.